# 暗影連
《暗影連》（英語：Shadow Company）由尼克·比卡尼克（Nick Bicanic）和傑森·布爾克執導，傑瑞德·巴特勒擔任旁白的紀錄片。本片介紹僱傭軍和私營軍事公司，及該行業在伊拉克戰爭中所扮演的角色。電影DVD於2006年8月發行。

## 外部連結
- 互联网电影数据库（IMDb）上《暗影連》的资料（英文）